# Charles Amarin Brand

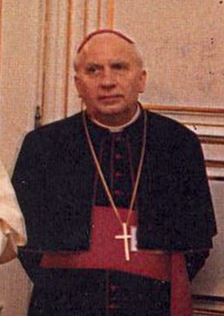
Erzbischof Charles Amarin Brand (1988)

Charles Amarin Brand (* 27. Juni 1920 in Mülhausen, Elsass; † 31. März 2013 in Toulouse) war ein französischer Theologe. Von 1981 bis 1984 war er Erzbischof von Monaco und anschließend bis 1997 Erzbischof von Straßburg.

## Leben
Brand wurde in Mülhausen im Südelsass geboren. Seine Priesterweihe erhielt er 1943 in Clermont-Ferrand im Namen der Diözese Straßburg. Nach der Promotion in Theologie und dem Diplom in Philosophie wurde er 1946 Sekretär des Bischofs Auguste-Joseph Gaudel von Fréjus-Toulon. Gleichzeitig nahm er die Aufgaben eines Militärseelsorgers in Frejus wahr. 1955 wurde er in diesem Bistum Generalvikar.
Papst Paul VI. ernannte ihn am 28. Dezember 1971 zum Titularbischof von Uthina sowie zum Weihbischof in Fréjus-Toulon und spendete ihm am 13. Februar 1972 im Petersdom die Bischofsweihe; Mitkonsekratoren waren Bernard Jan Kardinal Alfrink, Erzbischof von Utrecht und William John Kardinal Conway, Erzbischof von Armagh, Irland. 1976 wechselte er als Weihbischof in sein Heimatbistum Straßburg.
Am 31. Juli 1981 ernannte ihn Papst Johannes Paul II. zum Erzbischof von Monaco. In dieser Funktion leitete er den Trauergottesdienst bei der Beerdigung von Grace Kelly. Schließlich wurde er am 16. Juli 1984 von Johannes Paul II. zum Bischof von Straßburg ernannt, durfte aber seinen Rang als Erzbischof als persönlichen Titel behalten. Er wurde Mitglied, später der Präsident der Kommission der Bischofskonferenzen der Europäischen Gemeinschaft (COMECE).
Anlässlich eines Besuchs in Straßburg erhob Papst Johannes Paul II. am 8. Oktober 1988 das Bistum in den Rang eines Erzbistums. Nach der Weihe seines Nachfolgers Joseph Doré am 23. November 1997 im Straßburger Münster trat Brand in den Ruhestand.